# Diadémszifaka
A diadémszifaka (Propithecus diadema) az emlősök (Mammalia) osztályába, a főemlősök (Primates) rendjébe és az ugrómakifélék (Indriidae) családjába tartozó faj.

## Előfordulása
Madagaszkár szigetén honos, a keleti partvidék egyre fogyatkozó esőerdeinek lakója.

## Megjelenése
Testhossza 45–53 centiméter között található, súlya 4–6 kilogramm. Farka nagyjából ugyanolyan hosszú, mint a teste. Nevét a fején található fehér színű szőrkoszorúról kapta. A faj színes bundát visel. Az arcrész fekete színű, háta szürke, végtagjai narancssárgák, kéz- és lábfeje fekete. A hátsó lábak erősek és nagyobbak a mellsőknél, hogy megkönnyítsék az ágak közti nekirugaszkodást.

## Életmódja
Életük nagy részét a lombkoronaszinten töltik. Nappal aktív, de a legforróbb órákat pihenéssel töltik. Növényevő faj, virágokkal, levelekkel és gyümölcsökkel táplálkozik.

## Szaporodása

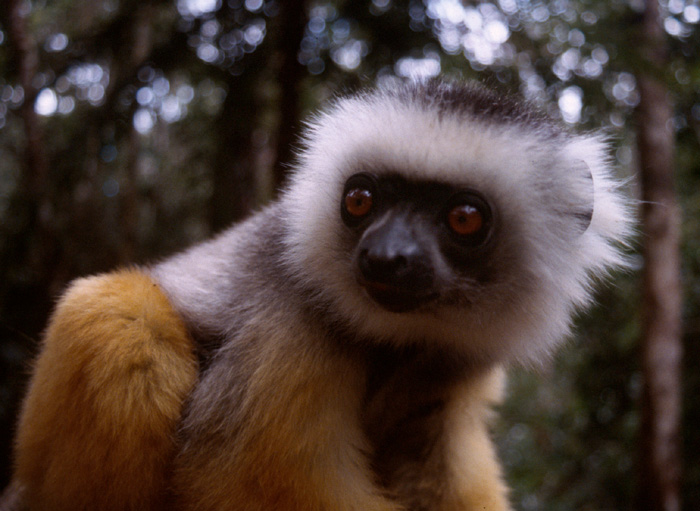

A diadémszifaka kisebb családi csoportokban él, melyek többnyire 6–8 tagúak. A családból egyetlen pár szaporodik. A nőstény mintegy 150 napig tartó vemhességi idő után egyetlen utódot hoz a világra. A fiatal állat mintegy hat hónapos korára kezd el szilárd táplálékot is fogyasztani, és 16 és 20 hónapos kora között válik ivaréretté.

## Természetvédelmi helyzete
A diadémszifakát az élőhelyeit érintő nagyarányú erdőirtás érinti a legsúlyosabban. Vadászata korábban nem volt jellemző, mert a szifakák tabu alatt álltak, de mára már kezdenek elkopni ezek a tilalmak. A Természetvédelmi Világszövetség a „veszélyeztetett” kategóriába sorolja a fajt.

## Képek

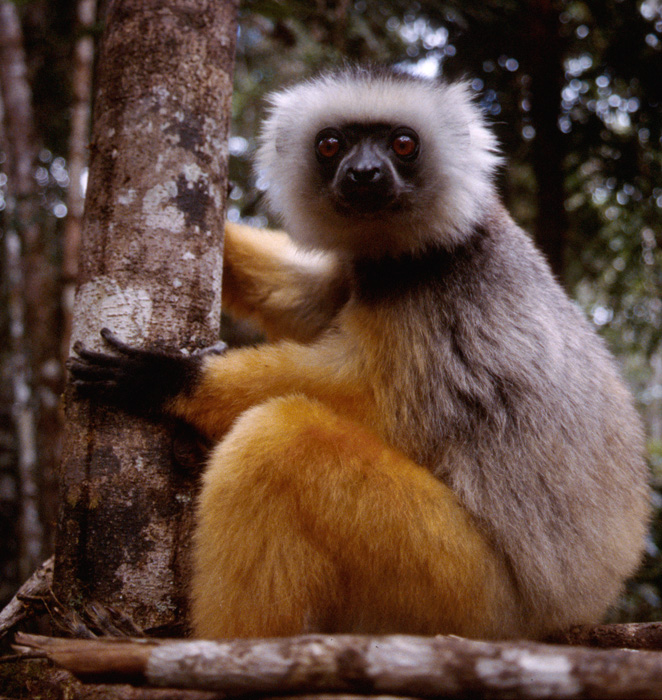
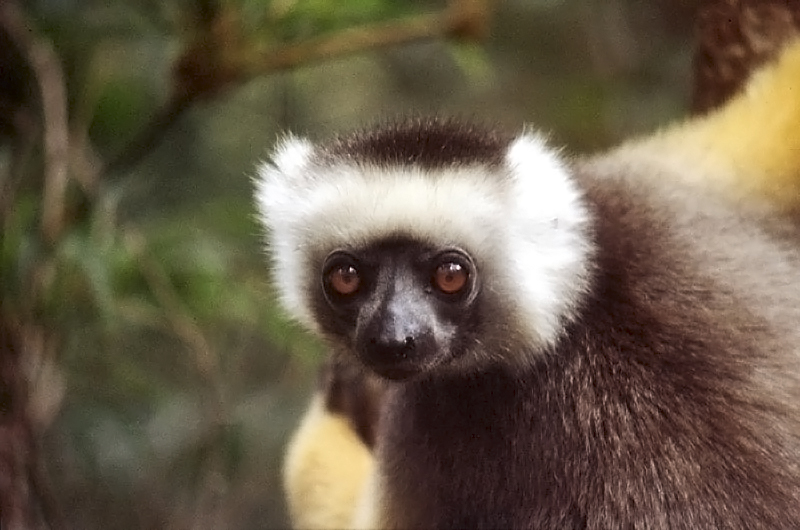
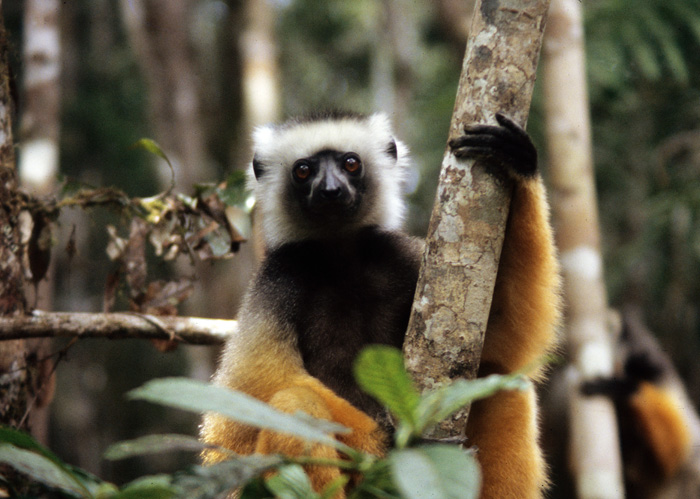
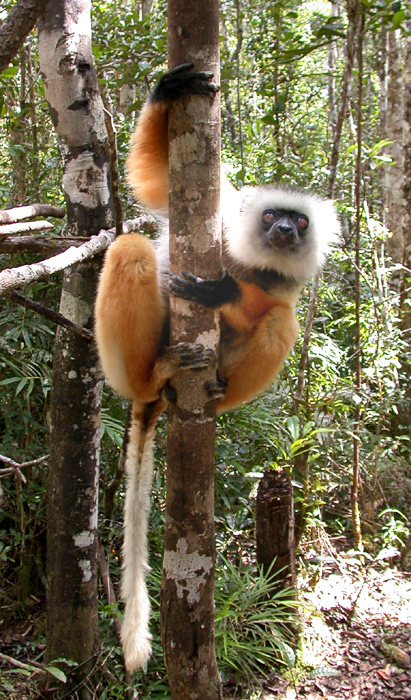